# Gene Locklear
Gene Locklear (Lumberton, 19 de julio de 1949) es un beisbolista profesional y artista comercial estadounidense. Jugó como jardinero en las Grandes Ligas de Béisbol para los Cincinnati Reds, San Diego Padres y New York Yankees de 1973 a 1977 y en la Liga Japonesa de Bésibol Profesional para los Nippon-Ham Fighters en 1978. Locklear comenzó a pintar cuando era niño y se convirtió en artista profesional durante su carrera en el béisbol.

## Primeros años de vida
Locklear nació en Lumberton, Carolina del Norte, en 1949. Se crio en una granja de tabaco en Pembroke, Carolina del Norte. Locklear es un miembro de pura sangre del pueblo Lumbee.
Locklear asistió a Pembroke Senior High School, donde jugó béisbol y fútbol americano. Se graduó en 1968. También obtuvo una licenciatura en arte comercial a través de un curso por correspondencia, ya que Pembroke no tenía clases de arte. Locklear no recibió ofertas para jugar béisbol universitario, ni siquiera de la Universidad Estatal de Pembroke. Después de graduarse de la escuela secundaria, trabajó en un equipo de construcción de carreteras y jugó béisbol de manera semiprofesional.

## Carrera en béisbol
En 1969, Locklear probó con los Pittsburgh Pirates, pero no le ofrecieron un contrato. Asistió a un campamento de prueba con los Cincinnati Reds y firmó con ellos sin bono por firmar. Hizo su debut profesional ese año con los Tampa Tarpons de la Clase A de la Florida State League antes de que los Reds lo reasignaran a los Sioux Falls Canaries de la Clase A de la Liga Norte. Se perdió el comienzo de la temporada de 1970 debido a su servicio con el Ejército de los Estados Unidos. Después de su baja, jugó para los Asheville Tourists de la Clase AA de la Southern League, pero bateó un promedio de .164 y fue degradado a Sioux Falls, donde bateó .289. Después de batear .339 en la Liga Instruccional de Florida después de la temporada, Locklear jugó para los Trois-Rivières Aigles de la Clase AA de la Eastern League en 1971 y tuvo un promedio de bateo de .323, que lideró la liga. En 1972, jugó para los Indianapolis Indians de la Clase AAA de la Asociación Estadounidense y nuevamente ganó el título de bateo, terminando la temporada con un promedio de .325.
Locklear entró en la lista del Día Inaugural de los Red en 1973, haciendo su debut en las Grandes Ligas el 5 de abril. Ken Griffey y Dan Driessen jugaron más que Locklear, quien tuvo un promedio de bateo de .192 en tiempo de juego limitado. El 12 de junio de 1973, los Reds cambiaron a Locklear y Mike Johnson a los San Diego Padres por Fred Norman. Terminó la temporada con un promedio de .233 en 180 turnos al bate entre Cincinnati y San Diego. Los Padres asignaron a Locklear a los Hawaii Islanders de la Clase AAA Pacific Coast League para comenzar la temporada de 1974. Bateó .341 en 77 juegos y fue ascendido a los Padres, donde recibió 50 turnos al bate. Locklear comenzó la temporada de 1975 con San Diego, pero permaneció detrás de Bobby Tolan en su tabla de profundidad. En mayo, se quejó de haber sido enviado a la banca a pesar de batear .441, mientras que a Tolan se le pagaba más pero no bateaba tan bien, y los Padres degradaron a Locklear a los Islanders. Locklear regresó a los Padres después de jugar en 18 juegos para Hawai y bateó .321 en 237 turnos al bate para los Rojos en la temporada de 1975.
El 10 de julio de 1976, los Padres cambiaron a Locklear a los New York Yankees por un jugador que se nombraría más adelante. Los Yankees asignaron a Locklear a los Syracuse Chiefs de la International League Clase AAA. Rick Sawyer fue a los Padres de Syracuse como el jugador que se nombrará más adelante. Los Yankees ascendieron a Locklear a las ligas mayores el 3 de agosto Jugó en 13 juegos para los Yankees en 1976. Jugando para los Chiefs en 1977, Locklear bateó más de .300 con 25 jonrones. Conectó cuatro jonrones en un juego contra los Columbus Clippers, empatando un récord de un solo juego de la Liga Internacional. Aunque los Yankees estaban compitiendo por la postemporada, adquirieron a Cliff Johnson y Dave Kingman en lugar de recurrir a Locklear. Los Yankees promovieron a Locklear a las ligas mayores como una convocatoria de septiembre, y bateó 3 de 5 en un juego para los Yankees en la temporada de 1977.
Después de la temporada de 1977, Locklear se convirtió en agente libre. Firmó un contrato de dos años por valor de más de $ 100,000 por temporada con los Nippon-Ham Fighters de la Liga Japonesa de Béisbol Profesional. Bateó .240 en la temporada de 1978 y los Fighters lo liberaron. Fue invitado a los entrenamientos de primavera en 1979 con los Reds como jugador fuera del roster. Locklear no hizo el equipo. Los Reds le ofrecieron a Locklear un lugar en la lista con Indianápolis, que rechazó. Locklear se retiró del béisbol.

## Carrera e anrte
Locklear comenzó a pintar cuando era joven. Comenzó a vender sus pinturas cuando estaba en la escuela secundaria. Además de atletas, Locklear también pinta pueblos y paisajes nativos estadounidenses. Pinta con pintura acrílica durante los meses más cálidos y pinturas al óleo durante los meses más fríos.
Parte del arte de Locklear se presentó en Pembroke State College en 1969. Ha colgado pinturas en El Pentágono, la Oficina de Asuntos Indígenas y el Instituto Smithsoniano. Hizo una pintura de una escena campestre para Theodore C. Marrs, asesor del presidente Gerald Ford, y la pintura estuvo colgada en la Casa Blanca desde 1975 hasta 1976. También hizo 26 pinturas de Pete Rose y un collage de estrellas de béisbol que Rose colgó en un restaurante de su propiedad.
Locklear ha vendido pinturas a atletas como Ted Williams, Lance Armstrong y Tiger Woods, y ha vendido pinturas por más de $30,000. Pintó murales frente a multitudes en el Super Bowl XXVII, el MLB All-Star Game y el NBA All-Star Game. Diseñó la portada del programa de souvenirs para el MLB All Star Game de 1995. Locklear fue el artista oficial de la Arena Football League y del Super Bowl XXXVII.

## Vida personal
Locklear y su esposa, Susan, se casaron en 1985. Viven en El Cajón, California.